# Íllora (kommunhuvudort)
Íllora är en kommunhuvudort i Spanien.   Den ligger i provinsen Provincia de Granada och regionen Andalusien, i den södra delen av landet, 300 km söder om huvudstaden Madrid. Íllora ligger 764 meter över havet och antalet invånare är 10 440.
Terrängen runt Íllora är huvudsakligen kuperad, men söderut är den platt. Runt Íllora är det ganska tätbefolkat, med 75 invånare per kvadratkilometer. Närmaste större samhälle är Alcalá la Real, 19,6 km norr om Íllora. Trakten runt Íllora består till största delen av jordbruksmark.